# Hypsiboas melanopleura
Hypsiboas melanopleura és una espècie de granota que viu al Perú.